# Kommissarin Lund – Das Verbrechen
Kommissarin Lund – Das Verbrechen (Dänischer Originaltitel: Forbrydelsen, Deutsch etwa: Verbrechen; bei der Arte-Ausstrahlung auch The Killing, Deutsch etwa Die Tötung) ist eine dänische Krimiserie, die von 2007 bis 2012 erschien. Sie umfasst drei Staffeln, von denen die erste aus 20 Episoden und die anderen beiden aus je zehn Episoden bestehen. Jede Staffel erzählt episodenübergreifend die Ermittlungen der von Sofie Gråbøl gespielten Kommissarin Sarah Lund in Mordfällen in Kopenhagen. Erdacht wurde sie von Søren Sveistrup und mitproduziert vom Dänischen Rundfunk. Die Serie zeichnet sich durch eine inhaltlich und formal dunkle Bildsprache aus und wurde zum großen Publikumserfolg in Dänemark und anderen Ländern, vor allem in Großbritannien, den Niederlanden und Schweden. Zu den zahlreichen Auszeichnungen gehören der britische BAFTA-Preis und der amerikanische Internationale Emmy.
Die Serie wurde bereits zweimal neuverfilmt: von 2010 bis 2014 in den USA unter dem Titel The Killing und 2014 in der Türkei unter dem Titel Cinayet.

## Handlung

### Überblick

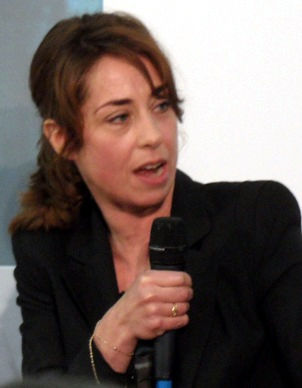
Sofie Gråbøl (2011), Darstellerin der Sarah Lund

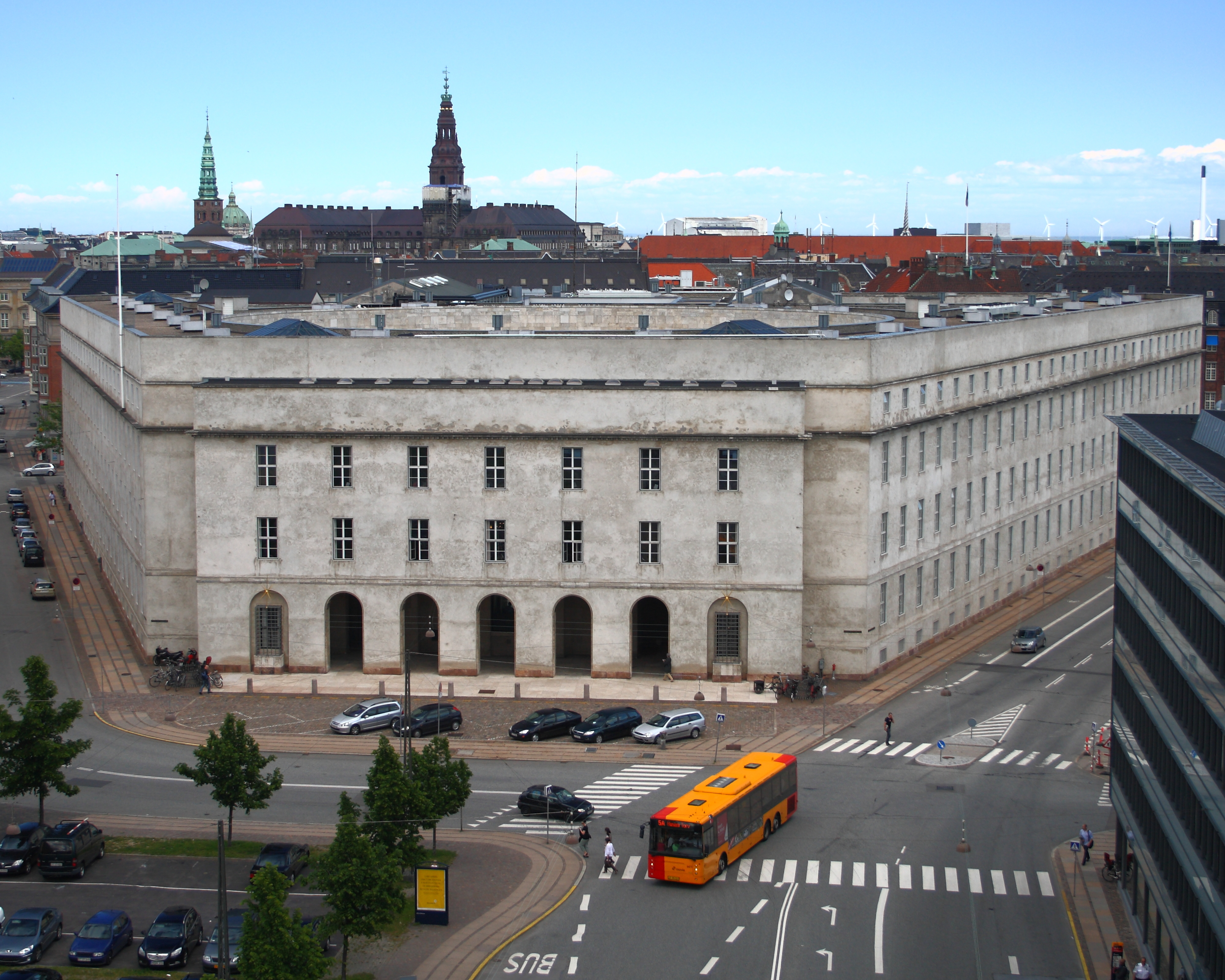
Hauptquartier der Polizei in Kopenhagen, Lunds Arbeitsstelle

Die Handlung jeder Staffel erstreckt sich über einen Zeitraum aufeinanderfolgender Tage, die überwiegend im November liegen und deren Anzahl der Summe der Episoden in der dänischen Originalfassung entspricht, das heißt 20 Tagen in der ersten Staffel und je zehn Tagen in den Folgestaffeln. Jede Staffel umfasst zwei wesentliche Handlungsstränge, die sich manchmal überschneiden: In dem einen Handlungsstrang geht es um die Ermittlungen der Kopenhagener Kriminalpolizei und deren Kommissarin Sarah Lund in einem Mordfall, dem weitere Morde folgen. In dem anderen Handlungsstrang steht ein ranghoher dänischer Politiker im Mittelpunkt, wobei es um seine Verwicklungen und die seiner politischen Weggefährten und Gegner in die Verbrechen geht, in denen die Kripo ermittelt. Bei den Politikern handelt es sich um einen Kopenhagener Senator und Oberbürgermeisterkandidaten im Wahlkampf (Staffel 1), um den neu angetretenen dänischen Justizminister (Staffel 2) und um den dänischen Ministerpräsidenten, der sich ebenfalls im Wahlkampf befindet (Staffel 3). Die erste Staffel verfolgt zusätzlich einen wesentlichen Handlungsstrang um die Familie des ersten Mordopfers. In einem Nebenhandlungsstrang geht es überdies in jeder Staffel um Sarah Lunds Versuche, sich neben der Arbeit ihrem Lebenspartner bzw. ihrer Familie zu widmen, welche sie meist zugunsten der Verbrechensaufklärung vernachlässigt.

### Staffel 1
Zu Beginn findet die Polizei die 19-jährige Schülerin Nanna Birk Larsen tot und vergewaltigt in einem Auto auf, das in einem Fluss versenkt wurde. Lund, anfangs schon auf dem Sprung zu ihrem neuen Wohn- und Arbeitsort in Schweden, ermittelt in dem Fall zusammen mit Kommissar Jan Meyer, der als ihr Nachfolger vorgesehen ist. Das Auto, in dem die Leiche gefunden wurde, gehört dem Wahlkampfteam des Schulsenators Troels Hartmann, Spitzenkandidat seiner liberalen Partei bei der anstehenden Wahl zum Oberbürgermeister und dabei Kontrahent des aktuellen, langjährigen Amtsinhabers Poul Bremer. Die Ermittlungen der Polizei belasten daher auch das Ansehen und den Wahlkampf von Hartmann.
Die Ermittlungen von Lund und Meyer ergeben zunächst, dass der vorbestrafte John Lynge das Auto zwar etliche Male fuhr, aber nicht bei Nannas Fahrt am Abend ihres Verschwindens, an dem sie eine Schul-Halloween-Party besucht hatte. Danach ermitteln sie unter Nannas Schulfreunden, ehe sich ihr Verdacht gegen den Lehrer Rama richtet, der an Nannas Schule lehrt. Da Rama auch Repräsentant des von Hartmann in seinem Wahlkampf beworbenen integrativen Unterrichtsmodells ist, geraten dieser und seine Partei in Verdacht, einen Mörder zu decken. Unterdessen entführt Nannas Vater Theis mit der Hilfe seines Arbeitskollegen und Freundes Vagn Skærbæk rachsüchtig den Lehrer, um an ihm Selbstjustiz zu üben. Lund und Meyer finden Theis jedoch und verhaften ihn rechtzeitig, bevor er Rama mit einer Eisenstange totprügeln kann. Zudem ermitteln die Kommissare, dass Rama gar nicht der Mörder sein kann, und entlasten ihn damit. Hartmann kann dadurch das Vorhaben zweier Widersacher vereiteln, die ihn wegen seines Umgangs mit dem Verdacht gegen Rama zum Rücktritt zwingen wollen.
Später findet Lund heraus, dass Nanna den Schlüssel zu einer Wohnung hatte, die Hartmanns Partei gehört, und dort misshandelt und vergewaltigt wurde. Da Hartmann am selben Abend in der Wohnung war sowie in einer Online-Dating-Plattform Kontakt mit Nanna hatte, wird er bei den polizeilichen Ermittlungen nun zum Hauptverdächtigen. Er beteuert zwar seine Unschuld, will aber zunächst nicht preisgeben, wo er nach seinem Aufenthalt in der Wohnung in jener Nacht war. Später erfahren die Kommissare, dass Hartmann in der Nacht in seinem Sommerhaus war und dort wegen privater Probleme im Zusammenhang mit dem Tod seiner Frau erfolglos Suizid versucht hat. Bei den Ermittlungen gegen Hartmann gerät Olav Kristensen ins Visier der Ermittler, ein Beamter im Rathaus, der unüblich oft die Wohnung von Hartmanns Partei besucht hatte und monatlich Sonderzahlungen von 5.000 Kronen überwiesen bekam. Wenig später wird Kristensen bei einem Unfall mit Fahrerflucht angefahren und stirbt.
Lunds Verdacht, wer Fahrer des Unfallwagens gewesen sein könnte, richtet sich gegen Jens Holck, einen Politiker aus Hartmanns Wahlkampfteam, den sie deshalb privat aufsucht. Als sie das Auto entdeckt, versucht Holck, sie zu erschießen. Meyer kann das in letzter Sekunde verhindern, indem er Holck erschießt. Unterdessen wehrt sich Hartmann gegen die Versuche Bremers, seinen Ruf wegen einer mutmaßlichen Verwicklung in den Mordfall zu schädigen. Denn Holck war derjenige, mit dem Nanna eine Liebesbeziehung hatte.
Mit dem Tode Holcks gilt der Mordfall Nanna offiziell als aufgeklärt, jedoch ermittelt Lund eigenmächtig weiter, wobei sie als Mörder jemanden aus Theis' Umzugsfirma in Verdacht hat. Als sie mit Meyer ein Mietlagerhaus untersucht, wird Meyer von einem Unbekannten erschossen. Der Staatsanwalt verdächtigt Lund daraufhin, Meyer getötet zu haben, und erwirkt ihre Suspendierung. Lund findet jedoch heraus, dass Nanna an dem Tag, an dem sie ermordet wurde, in die Parteiwohnung zurückkehrte, um ihren Reisepass zu holen, den sie dort vergessen hatte. Denn Nanna wollte nicht mit Holck das Land verlassen, sondern mit ihrem früheren Jugendfreund Amir, welcher bei der Polizei aussagt, dass er und Nanna schon seit geraumer Zeit von einem Mitarbeiter von Theis' Umzugsfirma beobachtet wurden. Dieser Mann ist Vagn, der erfolglos versucht hatte, Nanna davon zu überzeugen, die Beziehung mit Holck zu beenden. Da Nanna ihn auslachte, verlor er die Kontrolle, misshandelte sie und nahm sie im Wahlkampfauto mit in das neue, noch unbewohnte Haus der Familie Birk Larsen, wo er sie vergewaltigte. Anschließend fuhr er mit dem Auto in ein Waldstück und versenkte es mitsamt der gefesselten Nanna im Fluss.
Als Vagn bemerkt, dass die Polizei ihm auf der Spur ist, entführt er Theis an den Ort im Wald, an dem er das Auto mit Nanna versenkt hatte. Dort erklärt er Theis, dass er der Mörder war, und provoziert Theis dazu, ihn zu erschießen. Obwohl Lund und Theis' Ehefrau Pernille auf Theis einreden, das zu unterlassen, erschießt er Vagn schließlich.

### Staffel 2
Lund, strafversetzt zur Grenzpolizei nach Gedser, wird von Brix zurück nach Kopenhagen gerufen, um beim Aufklären des Mordes an der Militäranwältin Anne Dragsholm zu helfen. Unterdessen verdächtigt der neu ernannte dänische Justizminister Thomas Buch seinen Amtsvorgänger, sich an der Vertuschung eines Massakers beteiligt zu haben, das dänische Soldaten an afghanischen Zivilisten begangen hatten, und dass dieser Vorfall mit dem Mord an Dragsholm zu tun hat. Bald ereignet sich ein zweiter Mord, durch den der Verdacht entsteht, islamistische Extremisten seien daran beteiligt. Der Veteran Jens Peter Raben, der seit Monaten in einer psychiatrischen Einrichtung untergebracht ist, kannte beide Opfer und erzählt seine Geschichte von der Exekution einer afghanischen Familie durch einen Offizier einer Spezialeinheit, den er unter dem Namen „Perk“ kennt. Danach flieht Raben aus der Psychiatrie und es werden zwei weitere ehemalige Mitglieder der Spezialeinheit ermordet. Der Verdacht für die Schuld an den Morden fällt auf langgediente Militäroffiziere, darunter auch Rabens Schwiegervater Oberst Jarnvig.
Buch entdeckt mit der Hilfe seiner Berater weitere Anhaltspunkte für die Vertuschung, doch das Regierungskabinett verlangt von ihm, die Schuld für die Morde weiterhin bei den Muslimen zu suchen, um die baldige Verabschiedung eines Antiterror-Gesetzes sicherzustellen. Indes flieht Raben in eine Kirche, die von einem früheren Militärpfarrer geleitet wird, der ihn davon zu überzeugen versucht, aufzugeben und die Untersuchung der Morde abzubrechen. Bald darauf entdeckt Lund den Pfarrer verprügelt und dem Tode nahe und verfolgt den Täter, ohne ihn zu erwischen. Sie sorgt für die Exhumierung von Perks Körper. Als sie mit ihrem Partner, Kommissar Ulrik Strange, Raben vom Suizid abhalten will, glaubt Raben durch das Hören von Stranges Stimme in Strange den gesuchten Perk zu erkennen. Der verletzte Raben beharrt darauf, dass Strange der Offizier ist, der für das Massaker verantwortlich ist, doch später erweist sich, dass Strange Afghanistan längst verlassen hatte, als das Massaker geschah. Lund ist wegen Stranges Alibis für die dänischen Morde unsicher, aber nimmt ihn trotzdem mit nach Afghanistan, um einen neuen Verdächtigen zu untersuchen. Bei der Reise entdeckt sie Überreste der getöteten afghanischen Zivilisten.
Zurück in Dänemark, führt eine weitere Spur in die Militärkaserne, wo der Verdacht auf Hauptmann Bilal fällt, einen Muslim, der Rabens Ehefrau Louise entführt. Raben und Jarnvig führen Lund und Strange zu Bilal, der sich allerdings selbst in die Luft sprengt, ehe er von ihnen befragt werden kann. Strange möchte Raben zurück in das Militärhospital fahren, doch Lund besteht wegen eines neuen Verdachts darauf, die beiden selbst zu fahren. Unterwegs halten sie an dem Ort, an dem Dragsholms Leiche gefunden wurde. Dort erklärt sie Strange die Gründe dafür, dass Bilal wahrscheinlich nicht in das Massaker involviert gewesen ist. Strange verrät sich dabei selbst, indem er ein Detail preisgibt, das nur der Mörder kennen kann, und gesteht die Morde, ehe er Lund mit ihrer eigenen Waffe niederschießt und diesen vermeintlichen Mord als von Raben begangen erscheinen lässt. Er ruft die Polizei und will gerade Raben erschießen, als Lund ihn davon abhält. Als Strange zu seiner Waffe greift, erschießt sie ihn. Beim Eintreffen der Polizei zieht Lund ihre schusssichere Weste aus, die sie vor dem Tod bewahrt hat.
Buch findet heraus, dass sein Mitarbeiter Carsten Plough verantwortlich für Indiskretionen aus seinem Büro ist, die es seit seinem Amtsantritt gab. Ploughs Sohn war als Soldat ebenfalls in Afghanistan eingesetzt und erzählte nach seiner Rückkehr die gleiche Geschichte wie Raben, die ihm allerdings niemand glaubte. Danach kam er bei einem Verkehrsunfall zu Tode. Plough gibt zu, Buch instrumentalisiert zu haben, um den Tod seines Sohnes zu rächen.

### Staffel 3
Im Kopenhagener Hafen wird die zerstückelte Leiche eines Seemanns gefunden. Er stammt von dem vor dem Hafen ankernden Frachtschiff Medea, auf dem die Polizei die Leichen zweier weiterer Seemänner findet. Das Schiff gehört zu der Reederei und Ölfirma Zeeland, deren Vorstandsvorsitzender Robert Zeuthen ist. Parallel zum Fund der Leichen wird Zeuthens 9-jährige Tochter Emilie entführt. Sarah Lund ermittelt in den Mordfällen wie auch der Entführung. Der unbekannte Entführer möchte als Gegenleistung für Emilies Freilassung eine Schuld eintreiben und fordert Gerechtigkeit von Zeuthen. Kurze Zeit nach der Entführung und dem Fund der Leichen wird vor dem Gerichtsgebäude ein Oberstaatsanwalt von dem Entführer ermordet. Der Staatsanwalt hatte einst den Steuermann der Medea vor Gericht im Falle der Tötung des 13-jährigen Mädchens Louise vertreten, das in einem Hafen in Jütland gefunden wurde. Nachdem Lund die damals zuständige Pathologin bzgl. der Todesursache von Louise befragt hat, erfährt sie von ihr, dass der Obduktionsbericht manipuliert und Louise wohl ermordet worden ist; kurz nach dieser Mitteilung wird auch die Pathologin ermordet. Der Fall um Louises Tod wurde damals auf Druck des Staatsanwalts geschlossen und als Suizid eingestuft. Indes ist Dänemarks Ministerpräsident Kristian Kamper im Wahlkampf, als er erfährt, dass sein Justizminister entgegen dessen Aussage über den Fall des toten Mädchens informiert war.
Lund und ihre Kollegen versuchen mit Zeuthens Hilfe, Emilie durch Überbringung einer Millionensumme Bargeld freizukaufen, aber ohne Erfolg. Lund versucht den Entführer davon zu überzeugen, dass Zeuthen keine Verantwortung für die Tötung von Louise trägt, und, dass er Emilie deshalb freilassen solle. Mit diesen Informationen lässt der Entführer die Freilassung von Emilie scheitern und tötet sie zum Schein von Zeuthen und Lund. Im weiteren Verlauf ermittelt Lund mit der Hilfe ihrer Kollegen, aber auch mit Informationen des Entführers, dass die in Jütland gefundene Louise vor ihrem Tod wohl in ein Auto aus Kampens Wahlkampfteam gestiegen ist und dass Kampens psychisch kranker, linkspolitisch aktiver Sohn Benjamin in der Nähe war, der zwei Wochen nach Louises Tod ebenfalls starb und dessen Tod auch als Suizid gilt.
Mit einer Liste von Autokennzeichen, die ein kleiner Junge angefertigt hat, findet Lund heraus, dass am Tag von Louises Verschwinden auch Niels Reinhardt vor Ort war, Robert Zeuthens persönlicher Assistent bei Zeeland und zugleich Beauftragter des Konzerns für den Kinderfonds, eine Einrichtung, die sich um Waisenkinder kümmert und mit der sich der Konzern sozial engagiert. Reinhardt kommt nach eingehender polizeilicher Befragung aber wieder frei, da er ein Alibi für Louises Todeszeit hat. Der Entführer verdächtigt Reinhardt nichtsdestotrotz und möchte ihn deshalb ermorden. Lund und Mathias Borch, ihr Kollege von der Sonderpolizei, können den Mord aber vereiteln und den Entführer verhaften. Dieser lässt sich in Haft nur durch Lunds persönliches Versprechen, die Verantwortlichen für den Mord an seiner Tochter Louise zur Rechenschaft zu ziehen, davon überzeugen, die Polizei zu Emilie zu führen. Er führt die Polizei bis zu einem Container, der zu einer alten Pumpstation bei Stavanger gebracht wird, und damit weg von Emilies tatsächlichem Gefangenschaftsort, weil er überzeugt ist, Louises Mörder würde ohnehin nicht zur Verantwortung gezogen. Als Zeuthen ihn mit seiner privaten Waffe bedroht, kommt es zu einem Handgemenge, bei dem der Entführer stirbt. Mit Hilfe der Aussage des Entführers Sekunden vor dessen Tod, dass sich Emilie auf der Medea befindet, entdeckt die Polizei das Mädchen lebend.
Weitgehend unabhängig voneinander finden Lund und Kamper heraus, dass Reinhardt Louise misshandelt und ermordet hat. Dass Reinhardt keine juristischen Folgen für seine Tat erfuhr, wurde ihm durch ein gefälschtes Alibi ermöglicht, welches ihm unter Mitwirkung des Justizministers, eines leitenden Sonderpolizeibeamten, des Oberstaatsanwalts, Kampers Bruder und des Zeeland-Aufsichtsratsvorsitzenden verschafft wurde, auch weil Zeeland und die Regierung wirtschaftlich-politisch aufeinander angewiesen sind. Kamper erfährt zudem, dass Benjamins vermeintlicher Suizid tatsächlich ein Unfall war, der mit der Vertuschung von Louises Ermordung in Zusammenhang steht. Reinhardt kann mangels triftiger Beweise aber nicht verhaftet werden und äußert sich ggü. Lund selbstsicher darüber, diesbezüglich geschützt zu sein. Verbittert darüber, erschießt Lund ihn. Borch hilft ihr danach dabei, unterzutauchen und ins Ausland zu fliehen.

## Besetzung und Synchronisation
Die deutsche Synchronisation entstand unter der Dialogregie von Uwe Gaube (Staffeln 1 und 2) bzw. Marianne Groß (Staffel 3) bei der Synchronfirma Bavaria Synchron GmbH. Das Dialogbuch verfassten ebenfalls Gaube sowie Johannes Keller.
|                        |                             | Staffel | Staffel | Staffel |                                                  |                                                                |
| Schauspieler           | Rollenname                  | 1       | 2       | 3       | Dt. Synchronsprecher                             | Rolle                                                          |
| ---------------------- | --------------------------- | ------- | ------- | ------- | ------------------------------------------------ | -------------------------------------------------------------- |
| Sofie Gråbøl           | Sarah Lund                  | ●       | ●       | ●       | Katrin Fröhlich                                  | Kriminalkommissarin                                            |
| Søren Malling          | Jan Meyer                   | ●       |         |         | Philipp Brammer                                  | Vizekriminalkommissar                                          |
| Troels II Munk         | Erik Buchard                | ●       |         |         | Hans-Rainer Müller                               | Chefinspektor                                                  |
| Morten Suurballe       | Lennart Brix                | ●       | ●       | ●       | Walter von Hauff                                 | Chefinspektor, anfangs Stellvertreter                          |
| Ann Eleonora Jørgensen | Pernille Birk Larsen        | ●       |         |         | Bettina Redlich                                  | Ehefrau von Theis Larsen                                       |
| Bent Mejding           | Poul Bremer                 | ●       |         |         | Reinhard Glemnitz                                | Major; amtierender Bürgermeister                               |
| Bjarne Henriksen       | Theis Birk Larsen           | ●       |         |         | Thomas Albus                                     | Ehemann von Pernille Birk Larsen, Inhaber einer Umzugsfirma    |
| Farshad Kholghi        | Rama                        | ●       |         |         | Manou Lubowski                                   | Lehrer                                                         |
| Lars Mikkelsen         | Troels Hartmann             | ●       |         |         | Matthias Klie                                    | Schuldezernent, Stadtrat, Oberbürgermeisterkandidat            |
| Marie Askehave         | Rie Skovgaard               | ●       |         |         | Christine Stichler                               | Hartmanns politische Beraterin und Lebensgefährtin             |
| Michael Moritzen       | Morten Weber                | ●       |         |         | Frank Röth                                       | Hartmanns Wahlkampfmanager                                     |
| Nicolaj Kopernikus     | Vagn Skærbæk                | ●       |         |         | Kai Taschner                                     | Mitarbeiter von Theis Larsen; Freund der Familie               |
| Anne Marie Helger      | Vibeke Lund                 | ●       | ●       | ●       | Angelika Bender                                  | Sarah Lunds Mutter                                             |
| Eske Forsting Hansen   | Mark Lund                   | ●       | ●       | ●       | Henry Engels (1. Stimme) Tobias Kern (2. Stimme) | Sarah Lunds Sohn                                               |
| Stine Prætorius        | Louise Raben                |         | ●       |         | Kathrin Gaube                                    | Jens Peter Rabens Frau, Tochter von Oberst Torsten Jarnvig     |
| Carsten Bjørnlund      | Christian Søgaard           |         | ●       |         | Jakob Riedl                                      | Major, Stellvertreter von Oberst Torsten Jarnvig               |
| Charlotte Guldberg     | Karina Munk Jørgensen       |         | ●       |         | Claudia Lössl                                    | Büroleiterin des Justizministers                               |
| Flemming Enevold       | Torsten Jarnvig             |         | ●       |         | Frank Engelhardt                                 | Oberst, Kommandierender Offizier der Kaserne                   |
| Preben Kristensen      | Carsten Plough              |         | ●       |         | Achim Geisler                                    | Rechte Hand des Justizministers Thomas Buch                    |
| Igor Radoslavjevic     | Said Bilal                  |         | ●       |         | Jochen Bendel                                    | Rechte Hand von Major Christian Søgaard                        |
| Jens Jacob Tychsen     | Erling Krabbe               |         | ●       |         | Timothy Peach                                    | Chef der konservativen Volkspartei                             |
| Ken Vedsegaard         | Jens Peter Raben            |         | ●       |         | Oliver Mink                                      | Früher Teil eines dänischen Sonderkommandos in Afghanistan     |
| Kurt Ravn              | Gert Grue Eriksen           |         | ●       |         | Christian Wolff                                  | Ministerpräsident                                              |
| Lotte Andersen         | Ruth Hedeby                 |         | ●       |         | Madeleine Stolze                                 | Vize-Polizeichefin                                             |
| Mikael Birkkjær        | Ulrik Strange               |         | ●       |         | Alexander Brem                                   | Polizeiermittler neben Sarah Lund                              |
| Nicolas Bro            | Thomas Buch                 |         | ●       |         | Thomas Wenke                                     | Frisch ernannter Justizminister                                |
| Nikolaj Lie Kaas       | Mathias Borch               |         |         | ●       | Dominik Auer                                     | Ermittler einer Sondereinheit                                  |
| Olaf Johannessen       | Kristian Kamper             |         |         | ●       | Mike Carl                                        | Dänischer Ministerpräsident, Chef der „Neuen Liberalen Partei“ |
| Peter Mygind           | Tage Steiner                |         |         | ●       | Martin Halm                                      | Oberstaatsanwalt                                               |
| Jonatan Spang          | Kristoffer „Stoffer“ Kamper |         |         | ●       | Johannes Raspe                                   | Bruder und Wahlkampfhelfer von Kristian Kamper                 |
| Sara-Marie Maltha      | Rosa Lebech                 |         |         | ●       | Stephanie Kellner                                | Chefin der Zentrumspartei, Geliebte von Kristian Kamper        |
| Holmen le Dous         | Asbjørn Juncker Sigurd      |         |         | ●       | Patrick Schröder                                 | Kollege von Sarah Lund                                         |
| Stig Hoffmeyer         | Niels Reinhardt             |         |         | ●       | Ulrich Frank                                     | Persönlicher Assistent von Robert Zeuthen bei Zeeland          |
| Helle Fagralid         | Maja Zeuthen                |         |         | ●       | Angela Wiederhut                                 | Ehefrau von Robert Zeuthen                                     |
| Tammi Øst              | Birgit Eggert               |         |         | ●       | Marina Köhler                                    | Finanzministerin                                               |
| Trine Pallesen         | Karen Nebel                 |         |         | ●       | Claudia Lössl                                    | Wahlkampfhelferin des Ministerpräsidenten                      |
| Anders W. Berthelsen   | Robert Zeuthen              |         |         | ●       | Claus Brockmeyer                                 | Vorstandsvorsitzender der Reederei und Ölfirma Zeeland         |
| Kim Bodnia             | -Bülow                      | ●       |         |         | Jens-Uwe Bogadtke                                | Vertreter der Staatsanwaltschaft                               |

## Veröffentlichung

### Dänemark
Die dänische Erstausstrahlung zeigte der DR1 in 55-minütigen Episoden im wöchentlichen Rhythmus. Die 20 Episoden der ersten Staffel wurden, aufgeteilt auf zwei Blöcke zu je zehn Episoden, von Januar bis März beziehungsweise September bis November 2007 erstausgestrahlt. Die beiden anderen Staffeln umfassen je zehn Episoden und strahlte der DR1 von September bis November 2009 (Staffel 2) beziehungsweise September bis November 2012 (Staffel 3) aus.
Für den DR1 war die Ausstrahlung der Serie aufgrund der hohen Einschaltquoten ein großer Erfolg. Zum Beispiel erreichte die letzte Episode der ersten Staffel bei ihrer Erstausstrahlung 2,1 Millionen Dänen und damit einen Marktanteil von 76,6 Prozent.
| Staffel | Serientitel      | Episoden | Zeitraum                          | Reichweite |
| ------- | ---------------- | -------- | --------------------------------- | ---------- |
| 1       | Forbrydelsen     | 1–10     | 7. Jan. 2007 – 11. März 2007      | > 2 Mio.   |
| 1       | Forbrydelsen     | 11–20    | 23. Sep. 2007 – 25. November 2007 | > 2 Mio.   |
| 2       | Forbrydelsen II  | 21–30    | 27. Sep. 2009 – 29. November 2009 | ?          |
| 3       | Forbrydelsen III | 31–40    | 23. Sep. 2012 – 25. November 2012 | 1,7 Mio.   |

### Deutschland
Deutschsprachig strahlte das ZDF die Staffeln erstmals unter dem Titel Kommissarin Lund – Das Verbrechen wöchentlich in Episoden in Spielfilmlänge aus, die aus je zwei 55-minütigen Episoden zusammengeschnitten wurden. Die erste Staffel zeigte das ZDF entsprechend in zehn Teilen von September bis November 2008, die zweite Staffel in fünf Teilen im Oktober und November 2010 und die dritte Staffel in ebenfalls fünf Teilen im Februar und März 2013.
Alle drei Staffeln sind auf Deutsch in der ZDF-Fassung auch auf DVD und Blu-ray erschienen. Die erste Staffel erschien auf DVD erstmals 2008 in zwei Boxen zu je fünf Episoden in Spielfilmlänge, 2009 dann auch in einer Box mit allen Episoden. 2016 erschien eine DVD- und Blu-ray-Komplettausgabe mit jeweils allen drei Staffeln.
Der französisch-deutsche Sender Arte wiederholte die Staffeln ab 2011 in der deutschsprachigen Fassung, zeigte sie dabei aber in Episoden à 55 Minuten und unter dem Serientitel The Killing.
|         |                                       |       | ZDF-Erstausstrahlung              | ZDF-Erstausstrahlung | ZDF-Erstausstrahlung | DVD           | Blu-ray       |
| Staffel | Serientitel                           | Filme | Zeitraum                          | Reichweite           | Marktanteil          | Datum         | Datum         |
| ------- | ------------------------------------- | ----- | --------------------------------- | -------------------- | -------------------- | ------------- | ------------- |
| 1       | Kommissarin Lund – Das Verbrechen     | 1–5   | 14. Sep. 2008 – 12. Oktober 2008  | 2,8 Mio.             | 15,1 %               | 17. Okt. 2008 | 20. Okt. 2010 |
| 1       | Kommissarin Lund – Das Verbrechen     | 6–10  | 26. Okt. 2008 – 23. November 2008 | 2,8 Mio.             | 15,1 %               | 28. Nov. 2008 | 20. Okt. 2010 |
| 2       | Kommissarin Lund – Das Verbrechen II  | 11–15 | 24. Okt. 2010 – 21. November 2010 | 2,9 Mio.             | 14,0 %               | 22. Nov. 2010 | 22. Nov. 2010 |
| 3       | Kommissarin Lund – Das Verbrechen III | 16–20 | 10. Feb. 2013 – 10. März 2013     | 3,4 Mio.             | 16,1 %               | 29. März 2013 | 12. Apr. 2013 |

### Andere Länder
Die Serie wurde in mehr als 120 Länder weltweit exportiert. Besonders erfolgreich war sie auch in Großbritannien, wo sie auf BBC4 ausgestrahlt wurde und auf Reichweiten von 500.000 (Staffel 1) bis 1 Million Zuschauer (höhere Staffeln) kam.

## Rezeption

### Auszeichnungen
| Jahr | Land                   | Preis                    | Kategorie                                  | Preisträger                                                  | Resultat  |
| ---- | ---------------------- | ------------------------ | ------------------------------------------ | ------------------------------------------------------------ | --------- |
| 2011 | Vereinigtes Königreich | BAFTA TV Award           | Best International                         | Søren Sveistrup, Piv Bernth, Birger Larsen, Sofie Gråbøl     | Gewonnen  |
| 2011 | Vereinigtes Königreich | BAFTA TV Award           | Zuschauerpreis                             |                                                              | Nominiert |
| 2012 | Vereinigtes Königreich | BAFTA TV Award           | Best International                         | Søren Sveistrup, Piv Bernth, Kristoffer Nyholm, Sofie Gråbøl | Nominiert |
| 2011 | Vereinigtes Königreich | Dagger Award             | Beste Nebendarstellerin                    | Ann Eleonora Jørgensen                                       | Gewonnen  |
| 2011 | Vereinigtes Königreich | Dagger Award             | Bestes internationales Fernsehdrama        |                                                              | Gewonnen  |
| 2011 | Vereinigtes Königreich | Dagger Award             | Beste Hauptdarstellerin                    | Sofie Gråbøl                                                 | Gewonnen  |
| 2011 | Vereinigtes Königreich | Dagger Award             | Bester Nebendarsteller                     | Søren Malling                                                | Nominiert |
| 2011 | Vereinigtes Königreich | Dagger Award             | Bester Nebendarsteller                     | Bjarne Henriksen                                             | Nominiert |
| 2011 | Vereinigtes Königreich | Dagger Award             | Bester Hauptdarsteller                     | Lars Mikkelsen                                               | Nominiert |
| 2012 | Vereinigtes Königreich | Dagger Award             | Beste Hauptdarstellerin                    | Sofie Gråbøl                                                 | Nominiert |
| 2012 | Vereinigtes Königreich | Dagger Award             | Bestes internationales Fernsehdrama        | Staffel 2                                                    | Nominiert |
| 2013 | Vereinigtes Königreich | Dagger Award             | Bestes internationales Fernsehdrama        | Staffel 3                                                    | Gewonnen  |
| 2013 | Vereinigtes Königreich | Dagger Award             | Beste Hauptdarstellerin                    | Sofie Gråbøl                                                 | Nominiert |
| 2013 | Dänemark               | Robert                   | Zuschauerpreis für Fernsehserie            |                                                              | Gewonnen  |
| 2013 | Dänemark               | Robert                   | Bester Schauspieler einer Fernsehserie     | Nikolaj Lie Kaas                                             | Gewonnen  |
| 2013 | Dänemark               | Robert                   | Beste Schauspielerin einer Fernsehserie    | Sofie Gråbøl                                                 | Gewonnen  |
| 2013 | Dänemark               | Robert                   | Bester Nebendarsteller einer Fernsehserie  | Olaf Johannessen                                             | Gewonnen  |
| 2013 | Dänemark               | Robert                   | Beste dänische Fernsehserie                |                                                              | Gewonnen  |
| 2013 | Dänemark               | Robert                   | Beste Nebendarstellerin einer Fernsehserie | Trine Pallesen                                               | Nominiert |
| 2007 | Vereinigte Staaten     | International Emmy Award | Dramaserie                                 |                                                              | Nominiert |
| 2008 | Vereinigte Staaten     | International Emmy Award | Beste Schauspielerin                       | Sofie Gråbøl                                                 | Nominiert |
| 2010 | Monaco                 | Goldene Nymphe           | Bester europäischer Produzent              |                                                              | Gewonnen  |
| 2010 | Monaco                 | Goldene Nymphe           | Beste Schauspielerin – Dramaserie          | Sofie Gråbøl                                                 | Nominiert |
| 2010 | Monaco                 | Goldene Nymphe           | Bester Schauspieler – Dramaserie           | Nicolas Bro                                                  | Nominiert |
| 2013 | Monaco                 | Goldene Nymphe           | Beste Schauspielerin einer Fernsehserie    | Sofie Gråbøl                                                 | Gewonnen  |
| 2013 | Monaco                 | Goldene Nymphe           | Beste Drama-Fernsehserie                   |                                                              | Nominiert |

### Kritik
Kritiker in deutschen Medien nahmen die Serie überwiegend mit Lob auf und äußerten sich teilweise euphorisch. Die Kritiker der FAZ und des Spiegels etwa lobten die Hauptfigur übereinstimmend als beste Fernsehermittlerin der vergangenen Jahre bzw. überhaupt. Jochen Hieber fasste die Serie in der FAZ begeistert mit den Worten „weltmeisterlich“ und „Extraklasse“ zusammen. Søren Sveistrup habe, so Hieber, „mit wechselnden, aber seinen Drehbüchern stets gewachsenen Regisseuren, Kameraleuten, Szenenbildern und der überwältigend zurückhaltenden Musik des Frans Bak ein wahres Epos unserer Epoche entworfen - drei Mal die gelungene, oft brillante Engführung zwischen der politischen Sphäre und den gesellschaftlichen Milieus im Umfeld des jeweiligen Verbrechens“. Georg Seeßlen pries in der Zeit anlässlich der zweiten Staffel die darin zum Ausdruck kommende Alltagsbeobachtung und kriminalistische Dramaturgie als stimmig an. Zudem grenzte er sie von deutschen Tatort-Krimis ab, denn im Gegensatz zu diesen erkaufe sich Sveistrup „seinen kritischen Blick nie durch Feel-good-Einheiten oder Gerechtigkeitshäppchen.“ Ähnlich urteilte Sandra Kegel zur dritten Staffel in der FAZ: „Dem Anspruch, ein zeitgenössisches Dänemark glaubwürdig ins Bild zu setzen und nicht einen Neunzig-Minuten-Wohlfühl-Krimi anzurichten,“ erfülle Sveistrup auch in dieser Staffel „mit beeindruckender Stimmigkeit.“
Großen Zuspruch fand insbesondere die Leistung der Hauptdarstellerin Sofie Gråbøl. Sie verstehe es, meinte etwa Hieber in der FAZ zur ersten Staffel, die Figur Sarah Lund „bei allem Ehrgeiz nie streberhaft und bei aller Besessenheit nie fanatisch erscheinen zu lassen.“ Gråbøl schaffe es, so Marcel Kawentel in der Neuen Osnabrücker Zeitung zur zweiten Staffel, „einen Typ Kommissarin zu zeigen, der seinesgleichen sucht. Zurückhaltend und verletzlich einerseits, kalt und zielstrebig andererseits, macht es immer Freude, ihr zuzusehen, selbst beim Scheitern.“
Zu den wenigen negativen Kritikpunkten gehört das Handlungstempo der ersten Staffel: Die Geschichte ziehe sich ziemlich lange hin, hieß es bei Prisma. Jochen Hieber störte sich am Ausgang der dritten Staffel und dem Umstand, dass Lund darin zur Mörderin werde, es sei „das denkbar schlechteste Ende für diese singuläre Figur und ihre großartige Darstellerin […]. Nein, nein und nochmals nein: Das haben beide nicht verdient.“

## Adaptionen

### Romanadaptionen
Beruhend auf den Drehbüchern erschienen die drei Staffeln auch als Romanfassungen. Die deutschen Übersetzungen stammen von Barbara Heller und Rudolf Hernstein.
- David Hewson, Søren Sveistrup: The Killing, Macmillan, London 2012 (Englisch, Adaption der ersten Staffel)
  - Deutsch: Das Verbrechen – Kommissarin Lunds 1. Fall. Paul Zsolnay Verlag, Wien 2013, ISBN 978-3-552-05598-8
- David Hewson: The Killing II, Macmillan, London 2013 (Englisch, Adaption der zweiten Staffel)
  - Deutsch: Das Verbrechen – Kommissarin Lunds 2. Fall. Paul Zsolnay Verlag, Wien 2014, ISBN 978-3-552-05707-4
- David Hewson: The Killing III, Macmillan, London 2014 (Englisch, Adaption der dritten Staffel)
  - Deutsch: Das Verbrechen – Kommissarin Lunds 3. Fall. Paul Zsolnay Verlag, Wien 2015, ISBN 978-3-552-05727-2

### Neuverfilmungen
Von der Serie entstanden bereits zwei Remakes als Fernsehserien: Die US-amerikanische Neuverfilmung The Killing besteht aus 44 Episoden in vier Staffeln, die der Fernsehsender AMC von 2010 bis 2014 erstmals ausstrahlte. Die Serie spielt in Seattle, die Protagonistin wird von Mireille Enos verkörpert. Des Weiteren entstand ein türkisches Remake, welches den Titel Cinayet trägt und aus einer Staffel besteht, die 2014 erschien. Die Hauptrolle spielt Nurgül Yeşilçay.